# Yuna (fleuve)
Le Yuna (en espagnol Río Yuna) est un fleuve de République dominicaine. Situé dans le Centre et le Nord-Est du pays, le Yuna est l'un de ses trois principaux fleuves avec le Yaque del Norte et le Yaque del Sur.
Le fleuve prend sa source dans la Cordillère Centrale à proximité de Bonao. Il part ensuite en direction du nord-est à travers la vallée de Cibao. Au sud-ouest de Cotuí se trouve le barrage d'Hatillo. Après avoir reçu son principal affluent, le Camú, le fleuve coule vers l'est. Il atteint enfin son estuaire dans la baie de Samaná à proximité du port  de Sánchez,